# Iaiá Garcia
Iaiá Garcia é o último romance da chamada fase romântica de Machado de Assis, publicado originalmente como folhetim de 1o de janeiro a 2 de março (mas não todos os dias) de 1878 no recém-lançado jornal diário O Cruzeiro, com o qual Machado também colaborou como cronista das “Notas Semanais”, e publicado em livro naquele mesmo ano. Ainda fiel à tradição romântica (com que o autor romperia no romance seguinte), tem como temas a família, o amor e o casamento. Entre os elementos da trama estão o amor frustrado (entre Estela e Jorge, impossibilitado pela posição social inferior de Estela e pela consequente oposição da mãe de Jorge) e o sacrifício para tentar esquecê-lo (o alistamento para lutar na Guerra do Paraguai), o casamento por conveniência (de Estela com Luís Garcia: “em geral os casamentos começam pelo amor e acabam pela estima; nós começamos pela estima”), o primeiro amor, adolescente (de Iaiá), o triângulo amoroso (Jorge, Estela e Iaiá), a intriga (de Procópio Dias visando frustrar o casamento de Iaiá). Grande parte da trama transcorre no bairro carioca de Santa Teresa, mesmo bairro onde morava a bela Sofia em Quincas Borba e Elisiário em "Um Erradio".
A recepção pela crítica foi morna. O jovem oficial do exército Urbano Duarte de Oliveira escreveu em crônica na Revista da Sociedade Fênix Literária: “Foi-se [...] Iaiá Garcia, e tão desenxabida como no dia em que nasceu. Inda estamos por saber que tese quis o autor desenvolver em seu livro, sendo fora de dúvida que ele quis ali desenvolver qualquer tese.”
O livro tem como pontos fortes a fina análise psicológica, a criação de um triângulo amoroso de difícil solução, gerando expectativas no leitor, e a elegância estilística do texto, evidenciada em trechos como “De todas as aves raras a mais rara é um bom marido; mas o que é raro não é impossível” e “a mulher que o levara a servir por quatro anos uma campanha árdua e porfiosa, e cuja imagem não esquecera no centro do perigo, essa mulher estava ali diante dele, ao pé de outro, feliz, serena, dedicada, como uma esposa bíblica”.
Segundo João Luiz Lafetá, “O romance Iaiá Garcia ainda não tem a grande característica de Machado de Assis, aquela modulação de voz pausada e reticente que relativiza as afirmações, afasta a ênfase e dimensiona ironicamente o narrado. Entretanto, se não traz o tom maior do escritor, já trabalha com a mesma matéria que alimentará seus melhores romances: a pequena vida cotidiana das famílias cariocas do século XIX, envolvidas na trama dos casamentos arranjados por interesse, dos amores impedidos por sanções sociais, do dinheiro como poderoso agente motivador das ações humanas.”

## Trama
Luis Garcia era um homem reservado (pai de Iaiá ) e que vivia exclusivamente por sua filha, Lina, uma garota mimada, que tinha toda a atenção de seu pai. Viúvo, vivia em uma casa mais afastada que se enchia de alegria quando Lina, ou melhor, Iaiá Garcia, chegava da escola. Na casa ainda havia um negro que era todo dedicado ao senhor e sua filha.
No círculo pequeno de amizades de Luis estava a Sra. Valéria, também viúva. Esta tinha um filho, Jorge. E foi por ele que Valéria chamou Luis à sua casa. Acontecia que ela desejava mandar o filho à guerra do Paraguai e queria que Luis a ajudasse a fazer a cabeça do jovem. Justificava esse desejo afirmando que era seu dever como cidadão e também em referência às glórias e méritos que tais conflitos geram aos vencedores, não acreditando na morte do filho. Porém sua verdadeira razão era fazê-lo esquecer uma grande paixão.
Estela Foi passar um tempo na casa de Valéria. E fora justamente essa moça que despertara em Jorge a paixão verdadeira. Jorge a amava e até chegou a se declarar e furta à moça um beijo, o que a fez resolver voltar à casa de seu pai. Mas ela apenas negava o amor que sentia, quando o descobriu logo acreditou na sua impossibilidade e o trancou para sempre ao fundo de seu coração.
Jorge que fundia a realidade com romances tanto a sua paixão o ar literário, foi à guerra e lá se manteve fiel à paixão que em carta a Luis Garcia afirmava tê-lo transformado de criança a homem. Enquanto isso Estela não sofria de amores, seu sentimento era como que esquecido e ela mantinha-se orgulhosa, firme e até mesmo fria.
Durante os anos em que Jorge ficou na guerra, Valéria, mesmo não acreditando em vestígios do romance de outros tempos, chamou Estela de volta à sua casa e viviam em perfeita harmonia. Como era seu intuito, a senhora falou à moça da necessidade de se casar e assim a segunda lhe disse que quando achasse o homem conveniente a avisaria.
Nestas circunstâncias iniciou-se um convívio mais intenso entre a casa de Luis Garcia e de Valéria. Iaiá encantava a todos eles e ela e Estela logo se fizeram companheiras. Em seguida a menina deu a falar de um casamento entre seu pai e a companheira. Luis viu como as duas se davam bem, Estela viu como ele era um homem digno e assim se fez o casamento deles: companheirismo e respeito.
Por fim, Jorge voltou da guerra – e cheio de glórias. Sua mãe já havia falecido. Ele também já sabia do casamento de Estela e, como sua família era amiga da de Luis, as visitas se fizeram necessária. Ele inicialmente se abalava enquanto ela era fria como dantes.
Quando Luis Garcia se fez doente, a presença de Jorge se tornou mais presente e, como o doente lhe pedira que auxiliasse a família, ele passou a ser íntimo da casa da mesma forma que Procópio Dias era. A convivência ali era calma, no entanto, Iaiá que já se tornara moça parecia sentir por Jorge um desprezo injustificável. A doença de Luis Garcia teve fim, mas seus problemas no coração logo lhe tirariam a vida.
Em certo tempo, em uma limpeza de papel que Luis fazia, encontrou ali a carta que Jorge lhe mandara lhe descrevendo seu amor fiel que se transformara de criança para homem. Achou graça de tal texto e deu-lhe para Estela ler. Ele não viu nenhuma das alterações por qual a esposa passara diante da carta, porém Iaiá viu. Em seguida a menina passou a desconfiar que houvesse entre a madrasta e Jorge um romance proibido que fosse mantido em segredo no coração dos dois.
Nesse tempo também, Procópio Dias afirmava a Jorge o amor que tinha por Iaiá e pedia-lhe seu apoio, ainda mais porque se via obrigado a uma viagem ao Rio que demoraria quatro meses ou mais.
Foi também aí que Iaiá mudou seu relacionamento com a madrasta e com Jorge. Para com Estela vivia de acordo a favorecer a paz doméstica e com Jorge se tornava amável. Este fez referência a ela sobre o amor de Procópio Dias, ao que a menina não mostrava nem um pouco de interesse. E bastaram esses meses que ele se mantinha fora para que Iaiá e Jorge iniciassem um romance, amavam-se de fato.
Quando Procópio chegou já não se sentia tão abalado por Iaiá, mas ainda lhe guardava certa paixão. Ao mesmo tempo Luis Garcia sentia o peso dos problemas cardíacos que tinha e beirava a morte. Estela, que estava ciente do romance da enteada, não só afirmou se agradar de tal coisa como também incentivou o casamento dos dois o mais breve possível para que fosse possível a Luis Garcia ter o prazer de dar a bênção à filha.
Infelizmente ele faleceu antes, Iaiá, que era profundamente ligada ao pai, ficou abalada por longo tempo e assim adiando seu casamento. Jorge, depois de certo tempo de luto, questionou à noiva sobre a data do casamento ao que ela respondeu com uma carta de rompimento. E encarregou ao negro fiel da família a entrega de outra carta a Procópio, tendo esperanças nos sentimentos que ele afirmara ter por ela.
Jorge, como resposta a carta de rompimento, enviou outra a Estela perguntando o porquê da ação de Iaiá. Estela questionou à menina que respondeu que não poderia se casar com Jorge já que ela o amava. A madrasta, extremamente irritada, agiu até convencer Iaiá de que não havia amor nenhum entre eles e assim respondeu a Jorge que a carta da enteada não passara de um capricho.
Por sorte, o negro achou melhor não entregar a carta a Procópio e assim o casamento de Jorge e Iaiá foi marcado e concretizado. Estela fora pra outra cidade onde arrumara um emprego. Seu pai, que nunca fora confiável para Luis Garcia, sempre viveu dos outros e desejava ver a filha junto a Jorge, não foi com ela.
Madrasta e enteada trocavam cartas e no dia do aniversário de um ano da morte de Luis no cemitério Iaiá encontrou ali uma coroa deixada por Estela, a qual beijou como se fosse a madrasta, que sinceramente deixara ali flores ao falecido marido.

## Trechos
- "Não bastava ser elegante e bonita, discreta e mansa; era preciso alguma coisa mais, que exatamente correspondesse à imaginação dele; faltava-lhe um grão de romanesco." [sobre a repulsa de Jorge à noiva que a mãe lhe arrumara; enxerto típico do comportamento romântico] cap. 3

- "Também ele ia à casa de Jorge, cujos livros lia de empréstimo. Era tarde; já não estava moço; faltava-lhe tempo e sobrava-lhe fome; atirou-se sôfrego, sem grande método nem escrupulosa eleição; tinha vontade de colher a flor ao menos de cada coisa. E porque era leitor de boa casta, dos que casam a reflexão à impressão, quando acabava a leitura, recompunha o livro, incrustava-o por assim dizer, no cérebro; embora sem rigoroso método, essa leitura retificou-lhe algumas idéias e lhe completou outras, que só tinha por intuição." [sobre a leitura de Luís Garcia] cap. 7

- "É duro de ouvir, minha filha, mas não há nada eterno neste mundo; nada, nada. As mais profundas paixões morrem com o tempo. (...) Havia entre nós um fosso largo, muito largo. Eu era humilde e obscura, ele distinto e considerado; diferença que podia desaparecer, se a natureza me houvesse dado outro coração. (...) Casamento, entre nós, era impossível, ainda que todos trabalhassem para ele; era impossível, sim, porque o consideraria uma espécie de favor, e eu tenho em grande respeito a minha própria condição." [Estela para Iaiá] cap. 16

## Adaptações
- Que Estranha Forma de Amar - filme de 1978 de Geraldo Vietri
- Iaiá Garcia - telenovela de 1982